# Датынь
Да́тынь (укр. Датинь) — село в Велимченской сельской общине Ковельского района Волынской области Украины.
До 2020 года входило в Ратновский район.
Код КОАТУУ — 0724282601. Население по переписи 2001 года составляет 875 человек. Почтовый индекс — 44165. Телефонный код — 3366. Занимает площадь 3,48 км².